# Еммерцгаузен
Еммерцгаузен (нім. Emmerzhausen) — громада в Німеччині, розташована в землі Рейнланд-Пфальц. Входить до складу району Альтенкірхен. Складова частина об'єднання громад Гердорф-Дааден.
Площа — 7,07 км2. Населення становить 655 ос. (станом на 31 грудня 2020).